# Alandroal
Alandroal és un municipi portuguès, situat al districte d'Évora, a la regió d'Alentejo i a la subregió de l'Alentejo Central. L'any 2006 tenia 6.187 habitants. Limita al nord amb Vila Viçosa, a l'est amb Olivença, al sud amb Mourão i Reguengos de Monsaraz i a l'oest amb Redondo.

## Població
| Població del concelho d'Alandroal (1801 – 2004) | Població del concelho d'Alandroal (1801 – 2004) | Població del concelho d'Alandroal (1801 – 2004) | Població del concelho d'Alandroal (1801 – 2004) | Població del concelho d'Alandroal (1801 – 2004) | Població del concelho d'Alandroal (1801 – 2004) | Població del concelho d'Alandroal (1801 – 2004) | Població del concelho d'Alandroal (1801 – 2004) | Població del concelho d'Alandroal (1801 – 2004) |
| ----------------------------------------------- | ----------------------------------------------- | ----------------------------------------------- | ----------------------------------------------- | ----------------------------------------------- | ----------------------------------------------- | ----------------------------------------------- | ----------------------------------------------- | ----------------------------------------------- |
| 1801                                            | 1849                                            | 1900                                            | 1930                                            | 1960                                            | 1981                                            | 1991                                            | 2001                                            | 2004                                            |
| 1541                                            | 4651                                            | 7493                                            | 10444                                           | 12089                                           | 8124                                            | 7347                                            | 6585                                            | 6293                                            |

## Freguesies
- Nossa Senhora da Conceição
- Capelins (Santo António)
- Juromenha (Nossa Senhora do Loreto)
- São Brás dos Matos (Mina do Bugalho)
- Santiago Maior (Alandroal)
- Terena (São Pedro)

## Il·lustres
- Diogo Lopes de Sequeira (1465-1530), Governador de les Índies (1518-1522)